# Großer Preis von Deutschland 1998
Der Große Preis von Deutschland 1998 (offiziell Großer Mobil 1 Preis von Deutschland) fand am 2. August auf dem Hockenheimring in Hockenheim statt und war das elfte Rennen der Formel-1-Weltmeisterschaft 1998.

## Bericht

### Hintergrund
Nach dem Großen Preis von Österreich führte Mika Häkkinen in der Fahrerwertung mit acht Punkten vor Michael Schumacher und mit 30 Punkten vor David Coulthard. In der Konstrukteurswertung führte McLaren-Mercedes mit 12 Punkten vor Ferrari und mit 70 Punkten vor Benetton-Playlife. 
Ricardo Rosset bekam seitens der Ärzte wegen gesundheitlicher Probleme keine Starterlaubnis für das Rennen, aber an den Trainings durfte er teilnehmen. 
Williams und Ferrari brachten eine modifizierte Version des bisherigen Wagens zum Rennwochenende. Beide neue Wagen hatten einen längeren Radstand. Des Weiteren hatte der Ferrari ein neues Bremssystem, woraufhin McLaren Protest einlegte. Ferrari baute das Bremssystem am Samstag wieder aus, um legal zu starten. 
McLaren bestätigte am Samstag Häkkinen und Coulthard als Fahrer für das nächste Jahr. 
Mit Damon Hill und Michael Schumacher (jeweils einmal) traten zwei ehemalige Sieger zu diesem Grand Prix an. 

### Training

#### Freitagstraining
Als einziger Fahrer erzielte Häkkinen mit 1:43,946 Minuten eine Zeit unter 1:44 Minuten. Es folgten Coulthard, Hill, Jean Alesi, Michael Schumacher, Eddie Irvine und Jacques Villeneuve. Alle Fahrer lagen innerhalb von sechs Sekunden.

#### Samstagstraining
Um 0,169 Sekunden geschlagen geben musste sich Häkkinen seinem Teamkollegen Coulthard, der mit 1:43,006 Minuten die schnellste Rundenzeit im zweiten Training erzielte. Dahinter folgten Villeneuve und Hill. Alle Fahrer, mit Ausnahme von Olivier Panis, der keine Zeit setzte, waren innerhalb von fünfeinhalb Sekunden platziert.

### Qualifying
Rosset nahm wegen der gesundheitlichen Probleme nicht an der Session teil. Mit einer Bestzeit von 1:41,838 Minuten erzielte Häkkinen die Pole-Position, rund eine halbe Sekunde vor seinem Teamkollegen Coulthard und Villeneuve. Michael Schumacher fand sich nach Problemen mit dem neuen Wagen nicht zurecht und wechselte auf den alten Wagen zurück. Durch die geringe Erfahrung mit dem Wagen auf der Strecke qualifizierte er sich nur als Neunter. Alle qualifizierten Fahrer lagen innerhalb von fünfeinhalb Sekunden.

### Warm-Up
Im Warm-Up erzielte erneut McLaren-Mercedes die schnellste Zeit durch Coulthard, der mit 1:44,812 Minuten am schnellsten war. Ralf Schumacher, Häkkinen und Villeneuve folgten. Alle Fahrer lagen innerhalb von vier Sekunden platziert.

### Rennen
Vor Rennbeginn begann es leicht zu regnen. Das Rennen wurde von McLaren-Mercedes dominiert, beide Wagen zogen vom Start direkt auf den Positionen eins und zwei weg. Einzig Ralf Schumacher, der mit wenig Benzin im Tank startete, konnte mit den Silberpfeilen annähernd mithalten. Panis erhielt eine Stop-and-Go-Strafe für einen Frühstart. In Runde 14 kam Ralf Schumacher an die Box, um seinen ersten von zwei Stopps zu absolvieren. Er kam als Zehnter wieder auf die Strecke zurück. Jos Verstappen musste in Runde 24 wegen Getriebeproblemen das Rennen aufgeben, drei Runden später schied sein Teamkollege Rubens Barrichello mit demselben Defekt aus. Später gaben Shinji Nakano und Johnny Herbert ebenfalls wegen des Getriebes auf. Beim einzigen Stopp tankte Häkkinen zu wenig Treibstoff und musste daraufhin kraftstoffsparend fahren. Dadurch konnte Coulthard sich auf bis zu einer halben Sekunde nähern, knapp gefolgt von Villeneuve auf dem dritten Platz.
Häkkinen gewann schlussendlich das Rennen vor Coulthard und Villeneuve. Vierter wurde Hill, welcher erstmals seit dem Großen Preis von Ungarn 1997 in die Punkte fuhr. Fünfter Michael Schumacher und Sechster Ralf Schumacher, welcher zum dritten Mal in Folge in die Punkteränge fuhr.
Coulthard sicherte sich mit 1:46,116 Minuten die schnellste Runde.
Sowohl in der Fahrer- als auch in der Konstrukteurswertung blieben die ersten drei Positionen unverändert.

## Meldeliste
| Team                         | Nr. | Fahrer                | Chassis        | Motor                   | Reifen |
| ---------------------------- | --- | --------------------- | -------------- | ----------------------- | ------ |
| Winfield Williams            | 01  | Jacques Villeneuve    | Williams FW20  | Mecachrome 3.0 V10      | G      |
| Winfield Williams            | 02  | Heinz-Harald Frentzen | Williams FW20  | Mecachrome 3.0 V10      | G      |
| Scuderia Ferrari Marlboro    | 03  | Michael Schumacher    | Ferrari F300   | Ferrari 3.0 V10         | G      |
| Scuderia Ferrari Marlboro    | 04  | Eddie Irvine          | Ferrari F300   | Ferrari 3.0 V10         | G      |
| Mild Seven Benetton Playlife | 05  | Giancarlo Fisichella  | Benetton B198  | Playlife 3.0 V10        | B      |
| Mild Seven Benetton Playlife | 06  | Alexander Wurz        | Benetton B198  | Playlife 3.0 V10        | B      |
| West McLaren Mercedes        | 07  | David Coulthard       | McLaren MP4/13 | Mercedes-Benz 3.0 V10   | B      |
| West McLaren Mercedes        | 08  | Mika Häkkinen         | McLaren MP4/13 | Mercedes-Benz 3.0 V10   | B      |
| Benson & Hedges Jordan       | 09  | Damon Hill            | Jordan 197     | Mugen-Honda 3.0 V10     | G      |
| Benson & Hedges Jordan       | 10  | Ralf Schumacher       | Jordan 197     | Mugen-Honda 3.0 V10     | G      |
| Gauloises Prost Peugeot      | 11  | Olivier Panis         | Prost AP01     | Peugeot 3.0 V10         | B      |
| Gauloises Prost Peugeot      | 12  | Jarno Trulli          | Prost AP01     | Peugeot 3.0 V10         | B      |
| Red Bull Sauber Petronas     | 14  | Jean Alesi            | Sauber C17     | Petronas 3.0 V10        | G      |
| Red Bull Sauber Petronas     | 15  | Johnny Herbert        | Sauber C17     | Petronas 3.0 V10        | G      |
| Danka Zepter Arrows          | 16  | Pedro Diniz           | Arrows A19     | Arrows 3.0 V10          | B      |
| Danka Zepter Arrows          | 17  | Mika Salo             | Arrows A19     | Arrows 3.0 V10          | B      |
| Stewart Ford                 | 18  | Rubens Barrichello    | Stewart SF2    | Ford Zetec-R 3.0 V10    | B      |
| Stewart Ford                 | 19  | Jos Verstappen        | Stewart SF2    | Ford Zetec-R 3.0 V10    | B      |
| Tyrrell                      | 20  | Ricardo Rosset        | Tyrrell 026    | Ford Zetec-R/97 3.0 V10 | G      |
| Tyrrell                      | 21  | Toranosuke Takagi     | Tyrrell 026    | Ford Zetec-R/97 3.0 V10 | G      |
| Fondmetal Minardi Team       | 22  | Shinji Nakano         | Minardi M198   | Ford Zetec-R/97 3.0 V10 | B      |
| Fondmetal Minardi Team       | 23  | Esteban Tuero         | Minardi M198   | Ford Zetec-R/97 3.0 V10 | B      |

## Klassifikation

### Qualifying
| Pos.                                                                       | Fahrer                | Konstrukteur        | Zeit     | Start |
| -------------------------------------------------------------------------- | --------------------- | ------------------- | -------- | ----- |
| 01                                                                         | Mika Häkkinen         | McLaren-Mercedes    | 1:41,838 | 01    |
| 02                                                                         | David Coulthard       | McLaren-Mercedes    | 1:42,347 | 02    |
| 03                                                                         | Jacques Villeneuve    | Williams-Mecachrome | 1:42,365 | 03    |
| 04                                                                         | Ralf Schumacher       | Jordan-Mugen-Honda  | 1:42,994 | 04    |
| 05                                                                         | Damon Hill            | Jordan-Mugen-Honda  | 1:43,183 | 05    |
| 06                                                                         | Eddie Irvine          | Ferrari             | 1:43,270 | 06    |
| 07                                                                         | Alexander Wurz        | Benetton-Playlife   | 1:43,341 | 07    |
| 08                                                                         | Giancarlo Fisichella  | Benetton-Playlife   | 1:43,369 | 08    |
| 09                                                                         | Michael Schumacher    | Ferrari             | 1:43,459 | 09    |
| 10                                                                         | Heinz-Harald Frentzen | Williams-Mecachrome | 1:43,467 | 10    |
| 11                                                                         | Jean Alesi            | Sauber-Petronas     | 1:43,663 | 11    |
| 12                                                                         | Johnny Herbert        | Sauber-Petronas     | 1:44,599 | 12    |
| 13                                                                         | Rubens Barrichello    | Stewart-Ford        | 1,44,776 | 13    |
| 14                                                                         | Jarno Trulli          | Prost-Peugeot       | 1:44,844 | 14    |
| 15                                                                         | Toranosuke Takagi     | Tyrrell-Ford        | 1:44,961 | 15    |
| 16                                                                         | Olivier Panis         | Prost-Peugeot       | 1:45,197 | 16    |
| 17                                                                         | Mika Salo             | Arrows              | 1:45,276 | 17    |
| 18                                                                         | Pedro Diniz           | Arrows              | 1:45,588 | 18    |
| 19                                                                         | Jos Verstappen        | Stewart-Ford        | 1:45,623 | 19    |
| 20                                                                         | Shinji Nakano         | Minardi-Ford        | 1:46,713 | 20    |
| 21                                                                         | Esteban Tuero         | Minardi-Ford        | 1:47,265 | 21    |
| 107-Prozent-Zeit: 1:48,967 min (bezogen auf die Bestzeit von 1:41,838 min) |                       |                     |          |       |
| INJ                                                                        | Ricardo Rosset        | Tyrrell-Ford        | –        | –     |

### Rennen
| Pos. | Fahrer                | Konstrukteur        | Runden | Stopps | Zeit        | Start | Schnellste Runde |
| ---- | --------------------- | ------------------- | ------ | ------ | ----------- | ----- | ---------------- |
| 01   | Mika Häkkinen         | McLaren-Mercedes    | 45     | 1      | 1:20:47,984 | 01    | 1:46,252 (17.)   |
| 02   | David Coulthard       | McLaren-Mercedes    | 45     | 1      | + 0,426     | 02    | 1:46,116 (17.)   |
| 03   | Jacques Villeneuve    | Williams-Mecachrome | 45     | 1      | + 2,577     | 03    | 1:46,274 (35.)   |
| 04   | Damon Hill            | Jordan-Mugen-Honda  | 45     | 1      | + 7,185     | 05    | 1:46,317 (37.)   |
| 05   | Michael Schumacher    | Ferrari             | 45     | 1      | + 12,613    | 09    | 1:46,381 (37.)   |
| 06   | Ralf Schumacher       | Jordan-Mugen-Honda  | 45     | 2      | + 29,738    | 04    | 1:46,350 (07.)   |
| 07   | Giancarlo Fisichella  | Benetton-Playlife   | 45     | 1      | + 31,026    | 08    | 1:46,831 (15.)   |
| 08   | Eddie Irvine          | Ferrari             | 45     | 1      | + 31,649    | 06    | 1:46,459 (36.)   |
| 09   | Heinz-Harald Frentzen | Williams-Mecachrome | 45     | 1      | + 32,784    | 10    | 1:46,890 (32.)   |
| 10   | Jean Alesi            | Sauber-Petronas     | 45     | 1      | + 48,371    | 11    | 1:46,964 (43.)   |
| 11   | Alexander Wurz        | Benetton-Playlife   | 45     | 1      | + 57,994    | 07    | 1:46,880 (16.)   |
| 12   | Jarno Trulli          | Prost-Peugeot       | 44     | 1      | + 1 Runde   | 14    | 1:48,446 (27.)   |
| 13   | Toranosuke Takagi     | Tyrrell-Ford        | 44     | 1      | + 1 Runde   | 15    | 1:48,608 (22.)   |
| 14   | Mika Salo             | Arrows              | 44     | 1      | + 1 Runde   | 17    | 1:48,899 (34.)   |
| 15   | Olivier Panis         | Prost-Peugeot       | 44     | 3      | + 1 Runde   | 16    | 1:47,775 (41.)   |
| 16   | Esteban Tuero         | Minardi-Ford        | 43     | 1      | + 2 Runden  | 21    | 1:50,314 (12.)   |
| –    | Johnny Herbert        | Sauber-Petronas     | 37     | 1      | DNF         | 12    | 1:47,345 (15.)   |
| –    | Shinji Nakano         | Minardi-Ford        | 36     | 1      | DNF         | 20    | 1:49,424 (17.)   |
| –    | Rubens Barrichello    | Stewart-Ford        | 27     | 1      | DNF         | 13    | 1:47,544 (17.)   |
| –    | Jos Verstappen        | Stewart-Ford        | 24     | 1      | DNF         | 19    | 1:49,147 (05.)   |
| –    | Pedro Diniz           | Arrows              | 2      | 0      | DNF         | 18    | 1:51,259 (02.)   |

## WM-Stände nach dem Rennen
Die ersten sechs des Rennens bekamen 10, 6, 4, 3, 2 bzw. 1 Punkt(e).

### Fahrerwertung
| Pos. | Fahrer                | Konstrukteur        | Punkte |
| ---- | --------------------- | ------------------- | ------ |
| 01   | Mika Häkkinen         | McLaren-Mercedes    | 76     |
| 02   | Michael Schumacher    | Ferrari             | 60     |
| 03   | David Coulthard       | McLaren-Mercedes    | 42     |
| 04   | Eddie Irvine          | Ferrari             | 32     |
| 05   | Alexander Wurz        | Benetton-Playlife   | 17     |
| 06   | Jacques Villeneuve    | Williams-Renault    | 16     |
| 07   | Giancarlo Fisichella  | Benetton-Playlife   | 15     |
| 08   | Heinz-Harald Frentzen | Williams-Mecachrome | 8      |
| 09   | Rubens Barrichello    | Stewart-Ford        | 4      |
| 10   | Ralf Schumacher       | Jordan-Mugen-Honda  | 4      |
| 11   | Mika Salo             | Arrows              | 3      |
| 12   | Jean Alesi            | Sauber-Petronas     | 3      |

| Pos. | Fahrer            | Konstrukteur       | Punkte |
| ---- | ----------------- | ------------------ | ------ |
| 13   | Damon Hill        | Jordan-Mugen-Honda | 3      |
| 14   | Johnny Herbert    | Sauber-Petronas    | 1      |
| 15   | Pedro Diniz       | Arrows             | 1      |
| 16   | Jan Magnussen     | Stewart-Ford       | 1      |
| 17   | Shinji Nakano     | Minardi-Ford       | 0      |
| 18   | Ricardo Rosset    | Tyrrell-Ford       | 0      |
| 19   | Esteban Tuero     | Minardi-Ford       | 0      |
| 20   | Olivier Panis     | Prost-Peugeot      | 0      |
| 21   | Toranosuke Takagi | Tyrrell-Ford       | 0      |
| 22   | Jarno Trulli      | Prost-Peugeot      | 0      |
| 23   | Jos Verstappen    | Stewart-Ford       | 0      |

### Konstrukteurswertung
| Pos. | Konstrukteur        | Punkte |
| ---- | ------------------- | ------ |
| 01   | McLaren-Mercedes    | 118    |
| 02   | Ferrari             | 92     |
| 03   | Benetton-Playlife   | 32     |
| 04   | Williams-Mecachrome | 24     |
| 05   | Jordan-Mugen-Honda  | 7      |
| 06   | Stewart-Ford        | 5      |

| Pos. | Konstrukteur    | Punkte |
| ---- | --------------- | ------ |
| 07   | Sauber-Petronas | 4      |
| 08   | Arrows          | 4      |
| 09   | Minardi-Ford    | 0      |
| 10   | Tyrrell-Ford    | 0      |
| 11   | Prost-Peugeot   | 0      |